# Galla Placidia

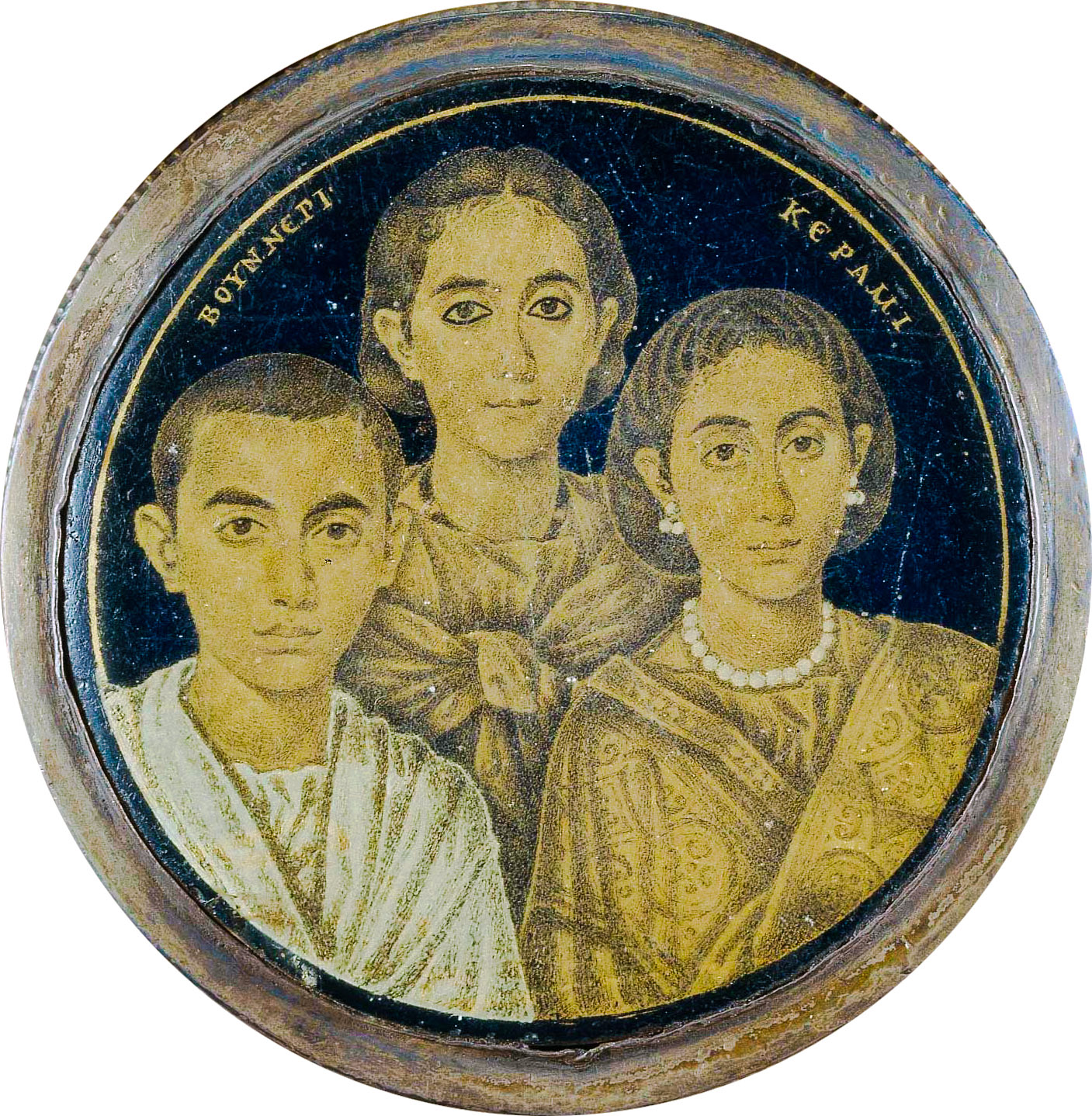
Galla Placidia und ihre Kinder auf einem Zwischengoldglas (Brescia, Museo di Santa Giulia). Die Benennung ist nicht gesichert und wird vielfach bezweifelt.

Aelia Galla Placidia (* um 390; † 27. November 450 in Rom) war eine Tochter des römischen Kaisers Theodosius I., Enkelin von Valentinian I., Mutter des späteren Kaisers Valentinian III. und als solche einige Jahre lang faktische Regentin des Weströmischen Reiches.

## Leben

### Kindheit und Jugend
Aelia Galla Placidia wurde um das Jahr 390 in Konstantinopel als Tochter des römischen Kaisers Theodosius I. und seiner zweiten Gemahlin Galla geboren. Galla war die Tochter des Kaisers Valentinian I. und Schwester von Valentinian II.; in Gestalt von Galla Placidia verband sich mithin die neue Theodosianische Dynastie mit der bislang herrschenden valentinianischen Familie. Sie hatte zwei ältere Halbbrüder, die späteren Kaiser Honorius und Arcadius, die beide aus Theodosius’ erster Ehe mit Aelia Flavia Flaccilla hervorgegangen waren. Während ihre Halbbrüder nacheinander zu Augusti ernannt wurden, erhielt sie bereits als kleines Kind den Titel einer Nobilissima, was ihren Rang als Kaisertochter betonte. Im Jahre 394 erlag Placidias Mutter Galla den Folgen einer Fehlgeburt, am 17. Januar 395 verstarb Theodosius. Der zehnjährige Honorius wurde damit zum Kaiser der westlichen Reichshälfte und stand wohl gemeinsam mit Galla Placidia unter der Obhut des Heermeisters Stilicho und dessen Frau, ihrer Cousine Serena. Galla erhielt mutmaßlich dieselbe Erziehung wie Serenas Töchter, die späteren Ehefrauen des Honorius, die neben Bibellektüre und traditioneller weiblicher Hausarbeit auch klassische Dichtung beinhaltet haben dürfte. Zum Hof ihres Bruders Arcadius, der den römischen Osten beherrschte und den Anspruch Stilichos, auch sein Vormund zu sein, ablehnte, bestanden in diesen Jahren erhebliche Spannungen.
405 wurde Galla Placidia mit Stilichos Sohn Eucherius verlobt, ohne dass jedoch eine Eheschließung erfolgte. O’Flynn vermutet, Stilicho habe Eucherius nicht zu früh protegieren wollen, um ihn nicht zu einem Konkurrenten seines erhofften Enkels aus den Ehen seiner Töchter mit Honorius zu machen, und deshalb dessen Karriere und Ehe nicht befördert. 408 wurde Eucherius im Rahmen einer Palastintrige ebenso wie kurz zuvor sein Vater Stilicho und dessen Frau getötet. Zosimos berichtet, Galla Placidia habe dem römischen Senat persönlich die Zustimmung zu Serenas Hinrichtung gegeben.

### Geisel und Königin der Westgoten
Mit Stilichos Tod hatten Honorius und der westliche Hof versucht, sich vom übermächtigen Einfluss des Militärs zu befreien. Doch bald nachdem das Weströmische Reich seines obersten Heermeisters beraubt war, drangen meuternde westgotische foederati, geführt von Alarich, in Italien ein und plünderten Rom (410). Zahlreiche römische Aristokraten gerieten in Gefangenschaft, darunter auch Galla Placidia, die offensichtlich nicht mehr am kaiserlichen Hof in Ravenna lebte. Offensichtlich plante Alarich, die Prinzessin als Geisel zu verwenden; vermutlich hatte er aber auch vor, sich durch sie in das Kaiserhaus einzuheiraten. Von Rom aus zogen die Westgoten in Richtung Süden, um an der Straße von Messina nach Sizilien überzusetzen. Das Unternehmen scheiterte, und noch im Jahr 410 starb Alarich. Nachfolger wurde sein Schwager Athaulf, der die Westgoten 412 nach Gallien führte. Dort führte er Verhandlungen mit Honorius über die Aufnahme seiner Truppen in das kaiserliche Heer und das Recht der gotischen Krieger, vom römischen Staat versorgt zu werden. Als Gegenleistung verlangte der Kaiser, der inzwischen unter der Dominanz des neuen Heermeisters Flavius Constantius stand, neben militärischer Unterstützung gegen den Usurpator Jovinus die Rückgabe seiner Schwester Galla Placidia, die Constantius heiraten wollte.
Athaulf leistete die versprochene Militärhilfe: Er tötete Jovinus’ Bruder Sebastianus und den römischen Feldherrn Sarus, der dem Usurpator zu Hilfe kommen wollte, und lieferte Jovinus aus. Constantius griff jedoch nun die Goten an und zwang sie zum Ausweichen. Athaulf weigerte sich daher, Galla Placidia zu den Römern zurückzuschicken, und heiratete sie im Januar 414 in Narbo nach römischer Sitte. Priscus Attalus, der von Alarich als Gegenkaiser eingesetzte und nach der Plünderung Roms ebenfalls verschleppte Stadtpräfekt von Rom, verfasste eventuell dazu ein Epithalamium. Die Ehe einer Kaisertochter mit einem „barbarischen“, dem arianischen Christentum anhängenden General war für manche Zeitgenossen ein Affront. Der spanische Bischof Hydatius sah darin rückblickend die Erfüllung der alttestamentlichen Prophezeiung Dan 11,6 . Athaulf beabsichtigte mit dieser Eheschließung möglicherweise, einen Vertrag mit Kaiser Honorius zu erzwingen, der bis dahin nicht bereit gewesen war, die Versorgung der Goten in Gallien zu genehmigen. Das gelang jedoch nicht; vielmehr sahen sich die Westgoten unter dem Druck der Angriffe des römischen Heermeisters Constantius gezwungen, nach Spanien abzuziehen. Ende 414 gebar Galla Placidia in Barcelona einen Sohn namens Theodosius, der jedoch als Säugling verstarb. Seine Leiche wurde 35 Jahre später exhumiert und vermutlich im sog. Honorius-Mausoleum (ab 757 der Hl. Petronilla geweiht) an der Südseite des Transepts der Peterskirche in Rom beigesetzt.
415 wurde Athaulf ermordet. Sein kurzlebiger Nachfolger Sigerich ermordete auch Athaulfs Söhne aus erster Ehe und misshandelte dessen Witwe, wurde aber nach wenigen Tagen von Wallia gestürzt. Dieser schloss 416 einen neuen Friedensvertrag mit Honorius, in dessen Rahmen Galla Placidia zu den Römern zurückkehrte.

### Rückkehr zu den Römern

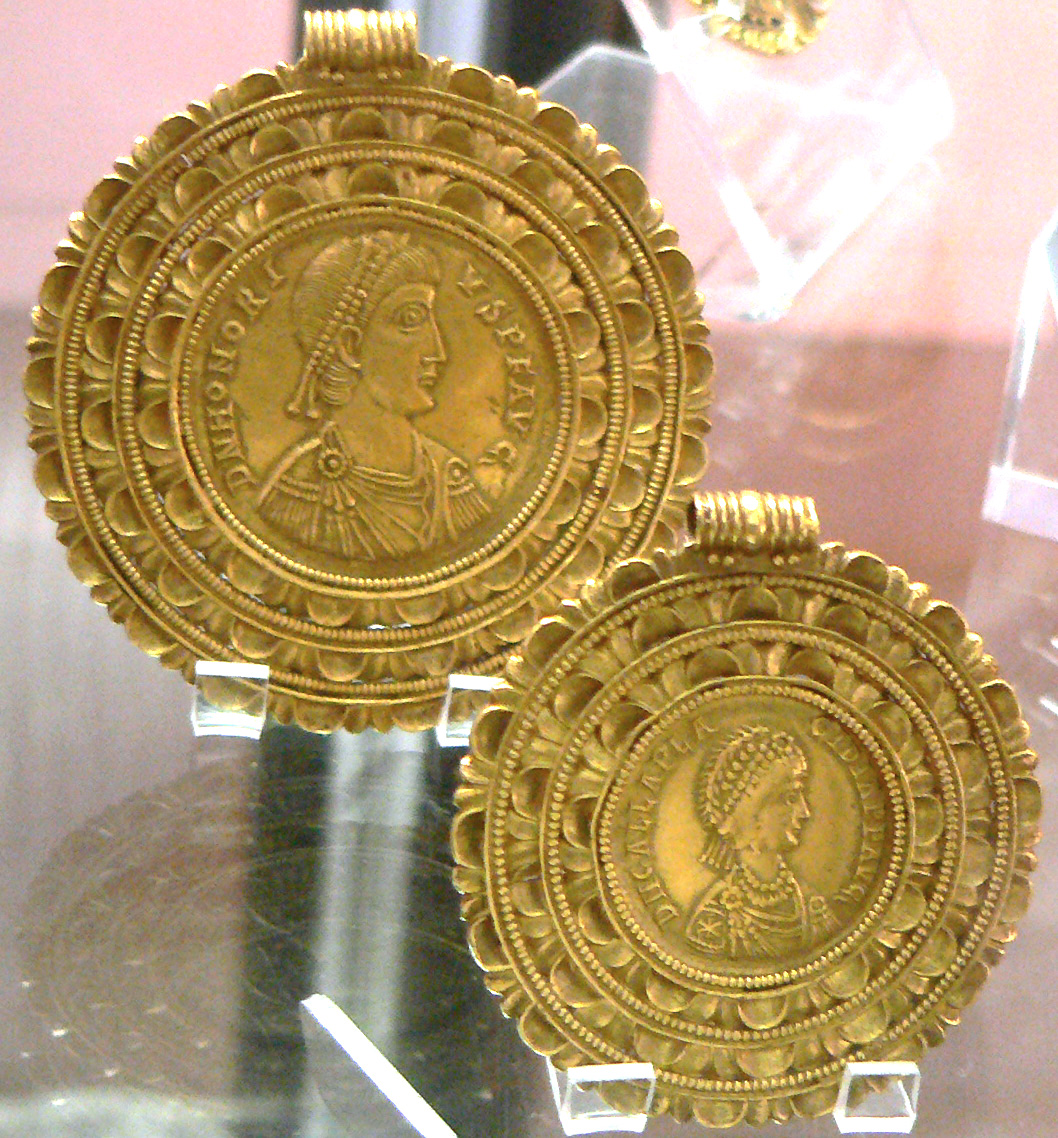
Medaillons des Honorius und der Galla Placidia aus dem Schatz von Velp

Mit ihrer Rückkehr an den kaiserlichen Hof nahm Galla Placidia die Rolle der Frau an der Seite ihres unverheirateten kaiserlichen Bruders Honorius an. Unter Zwang ehelichte sie am 1. Januar 417 in Ravenna den eigentlichen Machthaber, den Heermeister und patricius Constantius, der am selben Tag sein zweites Konsulat antrat. Laut Olympiodoros von Theben fand die Hochzeit trotz Galla Placidias ausdrücklichen Protestes statt. Dieser Ehe entstammten zwei Kinder, Honoria und Valentinian.
Als Papst Zosimus Ende 418 starb, beteiligte sich Galla Placidia an der Auseinandersetzung um die Nachfolge und unterstützte den vom römischen Stadtpräfekten Symmachus bestätigten Eulalius. Eine Einigung im Sinne des Kaisers auf einer Synode in Ravenna misslang jedoch, so dass Honorius zu einer zweiten Synode einlud, wozu Galla Placidia als Schwester des Kaisers persönlich Briefe an einige afrikanische Bischöfe, u. a. an Aurelius von Karthago und Augustinus von Hippo, verfasste. In diesen Briefen drückte sie zwar ihr Bedauern über das Scheitern der Synode in Ravenna aus, äußerte jedoch keine Präferenz für einen der beiden Kandidaten. Auch Paulinus von Nola lud sie ein. Da Eulalius sich jedoch nicht an die Vorgabe hielt, bis zur Einigung außerhalb von Rom zu bleiben, war Honorius letztlich gezwungen, den von der Mehrheit der Presbyter gewählten Bonifatius I. zu bestätigen. Auch sonst war sie eine Verteidigerin der christlichen Reichskirche. Olympiodoros schreibt ihr die Vernichtung heidnischer Kultbilder zu und berichtet, sie habe sogar einmal ihrem Mann mit der Scheidung gedroht, sollte ein bekannter heidnischer Zauberer bzw. Priester nicht hingerichtet werden.
421 erhob Honorius seinen Schwager Constantius auf dessen Drängen schließlich zum Augustus. Galla Placidia wurde nun Augusta. Ihr Sohn Valentinian wurde dadurch faktisch zum Thronfolger. Nur wenig später, am 2. September 421, erlag Constantius III. einer Rippenfellentzündung, kurz bevor er zu einem Feldzug gegen das Oströmische Reich aufbrechen konnte, das seine Erhebung zum Kaiser nicht akzeptierte. Nach dem Tod ihres Mannes unterstellten ihr einige Historiker, wie Olympiodoros, auf den Zosimos sich stützte, ein inzestuöses Verhältnis zu ihrem unverheirateten Bruder Honorius, das durch Intrige zu einem Streit führte, der auch zwischen gotischen Söldnern, Galla Placidias ehemaligen Untertanen, und römischen Soldaten ausgetragen wurde. Offensichtlich war es aufgrund der ungeklärten Nachfolgefrage zum Konflikt gekommen, denn der kinderlose Honorius scheint sich geweigert zu haben, seinen Neffen Valentinian durch die Erhebung zum Caesar oder Augustus offiziell zum Thronerben zu machen. In dieser Situation gruppierten sich die einflussreichen Personen einerseits um Honorius, andererseits um Galla und ihren Sohn. Der Heermeister Flavius Castinus stellte sich gegen sie, während der comes Africae Bonifatius auf ihrer Seite stand. Galla Placidia fiel zuletzt in Ungnade und verlor den Augusta-Titel. Jutta Meischner vermutet, dass Honorius, der seit einem Jahrzehnt von Constantius dominiert worden war, sich damit endlich von der Bevormundung befreien wollte.
Anfang 423 verließ sie mit ihren beiden Kindern Ravenna und suchte Zuflucht in Konstantinopel, wo inzwischen ihr Neffe Theodosius II. die Nachfolge seines Vaters Arcadius angetreten hatte. Doch bald nach Gallas Abreise verstarb am 27. August 423 Honorius, ohne einen Nachfolger hinterlassen zu haben. Als man nach viermonatiger kaiserloser Zeit im Westreich einen Hofbeamten namens Johannes zum Kaiser ausrief, ernannte Theodosius II. seinen Vetter Valentinian zum nobilissimus und verlobte ihn mit seiner erst zweijährigen Tochter Licinia Eudoxia. Im Herbst 424 wurde Valentinian in Thessaloniki zum Caesar ernannt, ehe Theodosius ihn mit dessen wieder zur Augusta erhobenen Mutter und seiner Schwester samt starker Heeresmacht unter dem oströmischen Heermeister Aspar zur Wahrung der legitimen Dynastie nach Italien sandte. Nach kurzem Bürgerkrieg wurde Johannes von seinen eigenen Generälen gestürzt und an Galla Placidia ausgeliefert. Der Usurpator wurde grausam hingerichtet. Am 23. Oktober 425 wurde Valentinian III. im Alter von sechs Jahren in Rom zum Augustus des Westens proklamiert. Als sein auctor imperii und senior Augustus beanspruchte Theodosius jedoch weiterhin die Oberherrschaft über das gesamte Imperium Romanum.

### Regentin des römischen Westens

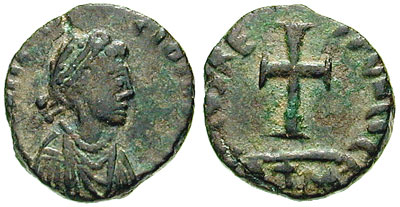
Im Auftrag Galla Placidias geprägte Münze, die auf der Vorderseite ihren Sohn Valentinian III. zeigt. Auf der Rückseite steht ein Kreuz, typisch für alle Münzen mit Bezug zu Galla Placidia, das ihren christlichen Glauben verdeutlichen soll.

#### Einfluss der Feldherren
Da Valentinian III. noch nicht im regierungsfähigen Alter stand, versuchte Galla Placidia, die Geschicke des Westreiches zu lenken. Der Machtbereich, den sie für ihren Sohn regierte, war dabei erheblich kleiner als der des Honorius: Während der Regierungszeit des Usurpators Johannes hatten die Westgoten sich in Gallien ausgebreitet und die Vandalen in Spanien Sevilla und Carthago Nova erobert. Bei den Verhandlungen vor dem Feldzug gegen Johannes hatte sie vielleicht auch Teile von Illyrien, um die es zu Lebzeiten von Honorius und Arcadius Auseinandersetzungen gegeben hatte, an Theodosius II. abtreten müssen; vielleicht geschah dies aber auch erst 437. Unterstützt wurde sie anfangs vom ersten Heeresmeister Felix und dem comes Africae Bonifatius. Letzterer hatte sie bereits im Exil in Konstantinopel unterstützt, während Felix, der anstelle des verdienten Bonifatius bald zum Patricius erhoben wurde, vermutlich von Theodosius II. eingesetzt worden war und dessen Interessen durchzusetzen suchte. Deren schärfster Konkurrent war Aëtius, der einst für Johannes 60.000 Hunnen als Söldner angeworben hatte. Damit er diese Heeresmacht nicht gegen das Reich einsetzte, wurde Aëtius als comes in römischen Dienst übernommen und die Hunnen großzügig abgefunden. Bald wurde er magister militum per Gallias.
427 wurde Bonifatius, wie Prosper vermutet, von Felix angeklagt und zum Staatsfeind erklärt. Dass die Intrige von Aëtius ausging, der ihn und die Regentin gegeneinander auszuspielen trachtete, wie Prokop annahm, ist laut Stickler unwahrscheinlich, weil dieser sich zu diesem Zeitpunkt in Gallien befand. Angeblich erklärte Bonifatius sich in Africa für unabhängig. Laut Prokop und Jordanes suchte er die Unterstützung der vandalischen Krieger in Spanien gegen das Heer, das Placidia gegen ihn sandte. Die Vandalen setzten daraufhin nach Afrika über. Ein Briefwechsel zwischen Augustinus und dem kaiserlichen Gesandten von 428/429 ist erhalten. Angesichts der wachsenden Bedrohung durch die germanischen Söldner bekämpfte Bonifatius aber bald wieder in Übereinstimmung mit der Regentin die Invasoren.
430 gelang es Aëtius, inzwischen als magister militum per Gallias mit Felix fast gleichrangig, diesen auszuschalten und zu töten. Damit war auch der oströmische Einfluss erheblich verringert. Aëtius, den die Kaiserin nach wie vor als Bedrohung ansah, stieg damit zum mächtigsten Mann im Weströmischen Reich auf. Während er im Norden des Reiches gegen Eindringlinge und Aufständische kämpfte, unterstützte der oströmische Feldherr Aspar Bonifatius im vergeblichen Kampf gegen die Vandalen in Africa. Nach einer Niederlage bei Hippo Regius 431 rief Galla Placidia Bonifatius nach Italien zurück und ernannte ihn 432 zum patricius und ersten Heermeister (also zum faktischen Regierungschef), während Aëtius im selben Jahr das Konsulat bekleidete. Aëtius, der erkannte, dass die Kaisermutter Bonifatius gegen ihn ausspielte, zog sein Heer aus Gallien ab nach Italien, womit er den ersten Bürgerkrieg der römischen Kaiserzeit auslöste, der nicht um das Kaisertum, sondern um das Amt des höchsten Militärs und eigentlichen Machthabers ausgefochten wurde. Bonifatius siegte zwar in der Schlacht bei Ariminum, erlag aber drei Monate später seinen dabei erlittenen Wunden. Zu seinem Nachfolger machte Galla Placidia seinen Schwiegersohn Sebastianus. Doch Aëtius, der zu den Hunnen geflohen war, kehrte 433 mit starken Truppen des Hunnenkönigs Rugila zurück und erzwang mit ihrer Hilfe das Amt des Heermeisters für sich. Sebastianus wurde ins Exil gedrängt, und Aëtius heiratete Bonifatius’ reiche Witwe, die Gotin Pelagia. Placidia, die nun keinen anderen fähigen General mehr hatte, ernannte ihn notgedrungen 435 zum Patricius. Damit unterstand ihm das gesamte weströmische Heer, was Placidias Einfluss schon vor der Volljährigkeit ihres Sohnes rapide schwinden ließ. Auch dem Ansehen des weströmischen Kaisertums hatte der Bürgerkrieg erheblichen Schaden zugefügt.

#### Recht, Religion und Familie
426 erließ man im Namen Placidias und Valentinians, um der Autorität des Rechtes Geltung zu verschaffen, das sogenannte Zitiergesetz, in dem festgeschrieben wurde, welchen Schriften römischer Juristen vor Gericht größere Autorität zukommen sollte. Drei Jahre später gab der Hof die berühmte Erklärung ab, die besagte, dass der Kaiser durch die Gesetze gebunden sei und seine Autorität von der des Rechtes abhinge.
Als fromme nicänische Christin veranlasste Placidia den Bau von Kirchen. In Ravenna ließ sie San Giovanni Evangelista als Dank für ihre und ihrer Kinder Bewahrung bei der Rückkehr nach Italien 425 errichten, in Rom Sankt Paul vor den Mauern und in Jerusalem die Grabeskirche restaurieren. Der Bischof von Ravenna, Petrus Chrysologus, pries sie als Mutter der Christen und in Parallele zur göttlichen Dreifaltigkeit als Verkörperung einer kaiserlichen Dreifaltigkeit als Tochter, Ehefrau und Mutter eines Kaisers.
Als 432 der neu gewählte Papst Sixtus III. von einem nicht näher identifizierbaren Mann namens Bassus angegriffen wurde, setzte sie eine schärfere Bestrafung für Bassus durch, als es die von ihr im Namen ihres Sohnes angeordnete Synode bestimmt hatte. Spätestens mit Aëtius’ faktischer Machtübernahme 433 beschränkte sie sich auf den Bereich der Religion.
Spätere Quellen sahen die Augusta oft negativ: Prokop warf Galla Placidia vor allem vor, Valentinian III. verweichlicht zu haben, Cassiodor machte sie für den Niedergang Roms unter der Regierung ihres Sohnes verantwortlich.
Im Herbst 437 fand die Hochzeit des inzwischen volljährigen Valentinian III. mit Licinia Eudoxia in Konstantinopel statt. Damit war der senior Augustus Theodosius II. der Schwiegervater seines Vetters. Da der tatsächliche Machtbereich der weströmischen Regierung seit der Verlobung erheblich an Größe verloren hatte (Britannien und große Teile von Africa, Gallien und Spanien befanden sich unter der Kontrolle von foederati, Pannonien war von Aëtius den Hunnen zur Nutzung überlassen worden), mussten die Bedingungen neu ausgehandelt werden. Galla Placidia war bei der Hochzeit vermutlich nicht anwesend, Sivan vermutet aber, dass sie ihrer Schwiegertochter ein kostbares Geschenk machte, den Ashburnham-Pentateuch. Dass das junge Kaiserpaar sich einen eigenen Palast bauen ließ, während die Mutter weiterhin die alte Residenz bewohnte (siehe: Placidia-Palast), ist als Beleg gedeutet worden, dass ihr Einfluss auf ihren nunmehr erwachsenen Sohn eher gering war.

### Alter und Tod
Als Valentinian III. prinzipiell alt genug war, die Regierungsgeschäfte zu übernehmen, zog sich Placidia immer mehr von der politischen Bühne zurück. Ihren Lebensabend verbrachte sie in Rom, während die tatsächliche Macht weiterhin bei Aëtius lag. In ihr letztes Lebensjahr fiel die Affäre ihrer mit 31 Jahren immer noch unverheirateten Tochter Honoria mit einem Hofbeamten namens Eugenius. Als sie schwanger wurde, fühlten sich Kaiser und Heermeister bedroht und reagierten hart. Honoria verlor den Augusta-Titel und musste einen unbedeutenden Mann heiraten, während ihr Liebhaber hingerichtet wurde. Daraufhin riefen sie und ihre Anhänger offenbar die Hunnen zu Hilfe: Laut späteren Quellen bot sie angeblich dem Hunnenkönig Attila die Ehe und das halbe Weströmische Reich an, sollte er ihr helfen. Laut Johannes von Antiochia handelte es sich bei dem Ring, den Attila nach dem Bericht des Zeitgenossen Priskos, der selbst eine Gesandtschaft zu den Hunnen begleitet hatte, als Heiratsversprechen ausgab, jedoch nur um eine Zugabe zu der Bestechungssumme, die die Hunnen von Rom fernhalten sollte. Erst spätere Historiker, die auch Licinia Eudoxia bezichtigten, wenige Jahre später die Vandalen nach Rom gerufen zu haben, deuteten die Affäre als einen Versuch Honorias, sich für ihre Behandlung zu rächen. Wie glaubwürdig die Geschichte im Kern ist, ist umstritten. Während Valentinian seine erst sechsjährige Tochter Eudocia 442 mit Hunerich, dem Sohn des Vandalenkönigs Geiserich, verlobt hatte, bekämpfte er die eigenmächtige Politik seiner Schwester. Galla Placidia schützte ihre Tochter angeblich vor dem Zorn ihres Bruders. Die Schlacht auf den Katalaunischen Feldern, die auf diese Affäre folgte und in der sich Aëtius gegen Attila verteidigen konnte, erlebte sie jedoch nicht mehr.
Am 27. November 450 starb Galla Placidia in Rom und wurde dort beigesetzt (also nicht in dem Mausoleum in Ravenna, als dessen Bauherrin sie gilt). Kurz zuvor hatte sie den Sarg ihres Sohnes von Athaulf, Theodosius, in das Familiengrab neben Constantius III., Honorius und seinen beiden Frauen überführen lassen. Sie hatte es letztlich trotz all ihrer Bemühungen nicht vermocht, die Macht ihrer Dynastie zu bewahren; sie, Honorius und Valentinian III. blieben stets Spielbälle der mächtigen Militärs. Vier Jahre nach ihrem Tod versuchte Valentinian III. zwar, durch die eigenhändige Tötung des Aëtius das Blatt zu wenden, doch führte dies nur zu seiner eigenen Ermordung und dem Ende der Herrschaft seiner Familie im Römischen Reich.